# آلن مونت‌گومری لوئیس
آلن مونت‌گومری لوئیس (انگلیسی: Allen Montgomery Lewis; زاده ۲۶ اکتبر ۱۹۰۹ – درگذشته ۱۸ فوریهٔ ۱۹۹۳) سیاست‌مدار اهل سنت لوسیا بود. وی دو بار از ۲۲ فوریه ۱۹۷۹ تا ۱۹ ژوئن ۱۹۸۰ و سپس از ۱۳ دسامبر ۱۹۸۲ تا ۳۰ آوریل ۱۹۸۷ فرماندار کل سنت لوسیا بود.
آلن مونت‌گومری لوئیس در ۱۸ فوریه ۱۹۹۳، در سن ۸۳ سالگی درگذشت.